# Little Willie John

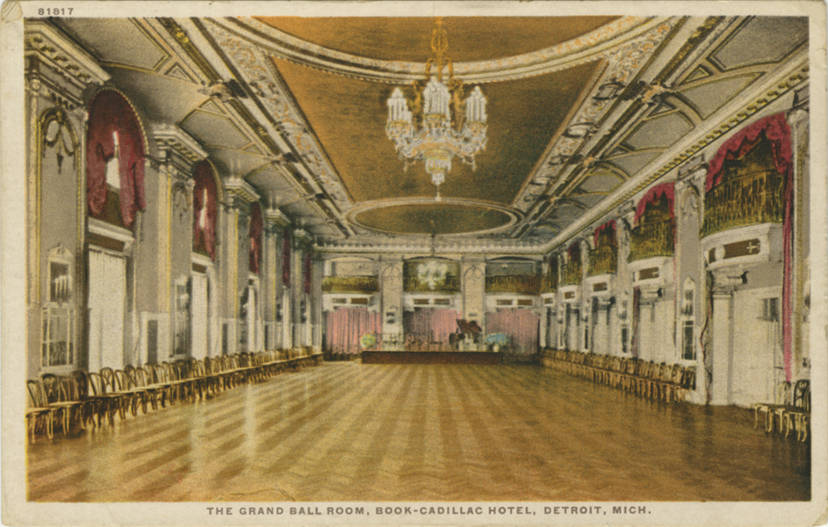
Book-Cadillac Hotel Detroit rond 1910, de grote danszaal

William Edward 'Little Willie' John (Cullendale, 15 november 1937 – Walla Walla, 26 mei 1968) was een Amerikaanse r&b- en soulzanger.

## Biografie
John was een van de tien kinderen van Lillie John-Robinson en Mertis John. Veel bronnen geven ten onrechte Edgar als zijn tweede naam. Zijn familie verhuisde op zijn vierde van Cullendale in Arkansas naar Detroit (Michigan), zodat zijn vader daar fabriekswerk kon vinden. Eind jaren 1940 vormden de oudste kinderen, onder wie John, een gospelzanggroep, The United Four.
Zijn zus Mable was de allereerste vrouwelijke soloartiest die door Berry Gordy voor Motown werd gecontracteerd. Medio jaren zestig zou ze verschillende hits hebben bij Stax Records en vervolgens deel uitmaken van Ray Charles' achtergrondgroep The Raelettes.
John trad ook spontaan op in het Book-Cadillac Hotel en nam deel aan talentenjachten, wat hem onder de aandacht bracht van Johnny Otis en later muzikant en producent Henry Glover. Nadat die John had horen zingen met het Paul 'Hucklebuck' Williams-orkest, contracteerde hij hem in 1955 bij King Records. Hij kreeg de bijnaam Little Willie vanwege zijn kleine gestalte.
Johns eerste opname, een coverversie van Titus Turners All around the world, was een hit en bereikte #5 in de Billboard r&b-hitlijst. John volgde met een reeks r&b-hits, waaronder de oorspronkelijke versie van Need your love so bad, geschreven door zijn oudere broer Mertis John jr. Een van zijn grootste hits, Fever (1956) (pop #24, r&b #1), verkocht meer dan een miljoen exemplaren en kreeg een gouden schijf. Een beroemde cover hiervan werd in 1958 opgenomen door Peggy Lee. Door toedoen van Mable John zong ook Ray Charles er een versie van.
Een ander nummer, Talk to me, talk to me, opgenomen in 1958, bereikte #5 in de r&b-hitlijst en #20 in de pophitlijst. Het verkocht ook meer dan een miljoen exemplaren. Enkele jaren later werd het opnieuw een hit in een coverversie van Sunny & the Sunglows. John nam ook I'm shakin' op van Rudy Toombs, Suffering with the blues en Sleep (1960, pop #13). In totaal haalde John de Billboard Hot 100 veertien keer. Een coverversie van Need your love so bad van Fleetwood Mac was ook een hit in Europa. Het nummer  Leave my kitten alone (1959), werd in 1964 opgenomen door The Beatles en was bedoeld voor hun album Beatles for sale. Deze versie werd echter pas in 1995 op Anthology 1 uitgebracht.
John trad op voor het beroemde Cavalcade of Jazz-concert, geproduceerd door Leon Hefflin sr., gehouden in het Shrine Auditorium in Los Angeles op 3 augustus 1958. De andere headliners waren Ernie Freeman en zijn band, Ray Charles, Sam Cooke, The Clark Kids en Bo Rhambo. Sammy Davis jr. was er om de winnaar van de Miss Cavalcade of Jazz schoonheidswedstrijd te kronen. Het evenement kenmerkte de top vier prominente diskjockeys van Los Angeles. John was betrokken bij de burgerrechtenstrijd tegen segregatie. Hij gaf een benefietconcert voor de NAACP in 1964 en vertelde Jet Magazine: Als entertainers kunnen we niet langer zitten wachten tot de Sammy Davis'en en Harry Belafonte's al het geld inzamelen.
John stond ook bekend om zijn opvliegende karakter en zijn neiging tot alcoholmisbruik. Hij werd meerdere keren gearresteerd op beschuldiging van bezit van verdovende middelen, oplichting en grootschalige diefstal. John werd in 1963 gedropt door zijn platenmaatschappij King Records. In 1965 werd hij veroordeeld wegens doodslag voor het neersteken van Kendall Roundtree in Seattle in 1964. Hij werd naar de Washington State Penitentiary in Walla Walla gestuurd. John ging in beroep tegen de veroordeling en werd voorwaardelijk vrijgelaten terwijl de zaak werd heroverwogen, tijd die hij gebruikte om wat bedoeld was als zijn comebackalbum op te nemen. Vanwege contractuele geschillen en de verwerping van zijn beroep werd het pas in 2008 vrijgegeven (als Nineteen sixty six).

### Overlijden
John overleed op 26 mei 1968 op 30-jarige leeftijd in de staatsgevangenis van Washington. Rolling Stone berichtte dat hij overleed nadat hij met een longontsteking in het gevangenisziekenhuis was opgenomen. Zijn overlijdensakte vermeldt echter een hartaanval als doodsoorzaak. Hij werd bijgezet in Detroit Memorial Park East, in Warren (Michigan).
John liet een echtgenote, met wie hij in 1957 getrouwd was, en twee kinderen achter. Zijn zoon Keith John was achtergrondzanger bij Stevie Wonder.

## Erfenis en onderscheidingen
John werd postuum opgenomen in de Rock and Roll Hall of Fame in 1996, gepresenteerd door Stevie Wonder. James Brown, die al vroeg in zijn carrière shows voor John had geopend, nam het tribute-album Thinking about Little Willie John and a few nice things op. Gitarist en songwriter Robbie Robertson, vroeger bij The Band, vermeldde John in het nummer Somewhere Down the Crazy River op zijn titelloze album uit 1987. John werd ook genoemd in Tom Russells Blue wing en Mark Lanegans Like Little Willie John van zijn album Bubblegum uit 2004. De Zweedse artiest Peter LeMarc nam in 1991 het nummer Little Willie John op.
De biografie Fever: Little Willie John, a fast life, mysterious death and the birth of soul van Susan Whitall (met Kevin John, een van zijn zonen) werd in 2011 uitgegeven door Titan Books. Little Willie John werd in 2014 als zanger postuum opgenomen in de Rhythm and Blues Music Hall of Fame en in 2016 als songwriter. In juni 2016 werd hij opgenomen in de Michigan Rock and Roll Legends Hall of Fame.

## Discografie

### King Records
- 1955: All Around the World / Don't Leave Me Dear
- 1956: Need Your Love So Bad
- 1956: Home At Last
- 1956: Are You Ever Coming Back / I'm Stickin' with You Baby
- 1956: Fever
- 1956: Letter from My Darling
- 1956: Do Something for Me / My Nerves
- 1956: Will the Sun Shine Tomorrow / A Little Bit of Loving
- 1957: Love, Life and Money / You Got to Get Up Early in the Morning
- 1957: I've Got to Go Cry / Look What You've Done to Me
- 1957: Young Girl / If I Thought You Needed Me
- 1957: Dinner Date / Uh Uh Baby (No No Baby)
- 1957: Person to Person / Until You Do
- 1958: Talk to Me, Talk to Me / Spasms
- 1958: You're a Sweetheart / Let's Rock While the Rockin's Good
- 1958: Tell It Like It Is / Don't Be Ashamed to Call My Name
- 1958: Why Don't You Haul Off and Love Me / All My Love Belongs to You
- 1958: No Regrets / I'll Carry Your Love Wherever I Go
- 1959: Made for Me / No More in Life
- 1959: Leave My Kitten Alone / Let Nobody Love You
- 1959: Let Them Talk / Right There
- 1960: Loving Care / My Love Is
- 1960: A Cottage for Sale / I'm Shakin'
- 1960: Heartbreak (It's Hurtin' Me) / Do You Love Me
- 1960: Sleep / There's a Difference
- 1961: Walk Slow / You Hurt Me
- 1961: Leave My Kitten Alone / I'll Never Go Back on My Word
- 1961: The Very Thought of You / I'm Sorry
- 1961: Flamingo
- 1961: (I've Got) Spring Fever
- 1961: Take My Love (I Want to Give It All to You)
- 1961: Now You Know
- 1961: Need Your Love So Bad / Drive Me Home
- 1961: There Is Someone in the World for Me / Autumn Leaves
- 1962: Fever / Bo-Da-Ley Didd-Ley
- 1962: The Masquerade Is Over / Katanga
- 1962: Until Again My Love / Mister Glenn
- 1962: Every Beat of My Heart / I Wish I Could Cry
- 1962: She Thinks I Still Care / Come Back to Me
- 1962: Big Blue Diamonds / Doll Face
- 1962: Without a Friend / Half a Love
- 1963: Heaven All Around Me / Don't Play with Love
- 1963: My Baby's in Love with Another Guy / Come On Sugar
- 1963: Let Them Talk / Talk to Me
- 1963: So Lovely / Inside Information
- 1963: Person to Person / I'm Shakin'
- 1964: My Love Will Never Change / Bill Bailey
- 1964: It Only Hurts a Little While / Rock Love
- 1964: All Around the World / All My Love Belongs to You
- 1964: Do Something for Me / Don't You Know I'm in Love
- 1965: Talk to Me, Talk to Me / Take My Love (I Want to Give It All to You)
- 1968: Fever / Let Them Talk
- 1970: All Around the World / Need Your Love So Bad

- Bibliothèque nationale de France: cb13895666m (data)
- Gemeinsame Normdatei: 1019753684
- International Standard Name Identifier: 0000 0000 2993 0093
- Library of Congress Control Number: n88681643
- MusicBrainz: d59ce86d-2cc3-49be-be12-3eb4dde6e1ed
- SNAC: w633550r
- Virtual International Authority File: 76500475
- WorldCat: E39PBJdWJkbYdyVKwpTVVtRqcP